# John Stewart Bell Prize
Der John Stewart Bell Prize wird seit 2009 alle zwei Jahre von der University of Toronto (Centre for Quantum Information and Quantum Control, CQIQC) für Leistungen in den Grundlagen der Quantenmechanik verliehen, sowohl in der Grundlagenforschung als auch in den Anwendungen, zum Beispiel in Quanteninformationstheorie (Quantencomputer, Quantenkryptographie, Quantenkontrolle). Die mit dem Preis geehrte Forschung sollte aus den letzten sechs Jahren stammen. Belohnt wird damit weniger die Lebensleistung als bedeutende jüngere Beiträge zur Forschung auf diesem sich seit den 1990er Jahren schnell wandelnden Gebiet.
Der Preis ist nach dem Quantenphysiker John Stewart Bell benannt, dem Urheber der Bell-Ungleichungen.

## Preisträger
Jeweils mit offizieller Laudatio:
- 2009 Nicolas Gisin für seine theoretische und experimentelle Arbeit über die Grundlagen und Anwendungen der Quantenphysik, speziell Quanten-Nichtlokalität, Quantekryptographie und Quanten-Teleportation. Mit Quellen von einzelnen und verschränkten Photonen auf in der Telekommunikation benutzten Wellenlängen implementierte er diese Quantenefekte auf einem kommerziellen Glasfasernetz im Bereich von 10 bis 100 km.[1]
- 2011 Sandu Popescu für Entdeckungen von stärker-als-Quanten Nichtsignal-Korrelationen und ihre Anwendung auf die Thermodynamik.[2]
- 2013 Robert J. Schoelkopf, Michel Devoret für grundlegende und bahnbrechende experimentelle Fortschritte in der Quantenverschränkung supraleitender Qubits mit Mikrowellen-Photonen und deren Anwendung in der Quanteninformationstheorie.[3]
- 2015 Rainer Blatt, für Pionierforschung über Quanteninformationsprozesse mit in Ionen in Ionenfallen, insbesondere für seine jüngsten Demonstrationen von analogen und digitalen Quantensimulatoren und Quanten-Logik-Gattern auf einem topologisch kodierten Qubit.[4]
- 2017 Ronald Hanson, Sae Woo Nam, Anton Zeilinger für die Experimente ihrer Gruppen, die gleichzeitig die Schlupflöcher in Bezug auf Detektion und Lokalität in einer Verletzung von Bells Ungleichung schlossen.[5]
- 2019 Peter Zoller, Ignacio Cirac für herausragende Leistungen auf dem Gebiet der Quanteninformationsverarbeitung[6]
- 2021 John Martinis für seine Innovationen im Entwurf und der Kontrolle von supraleitenden Geräten, speziell seine Führungsrolle in der Entwicklung von supraleitenden Multi-Qubit-Chips mit kleiner Fehlerrate, die in den ersten plausiblen Anspruch auf das Erreichen von Quanten-Überlegenheit (Quantum Supremacy) führten und eine neue Ära des Rechnens einleiteten[7]
- 2024 John Preskill for developments at the interface of efficient learning and processing of quantum information in quantum computation, and following upon long standing intellectual leadership in near-term quantum computing.